# Месрин, Жак
Жак Месри́н или Мери́н (фр. Jacques Mesrine; 28 декабря 1936, Клиши-ла-Гаренн — 2 ноября 1979, Париж) — французский преступник, действовавший во Франции, Канаде и США в 1962—1979 годы. Согласно авторам французского документального фильма «Жак Месрин — человек с тысячей лиц», сообщники называли его «Мери́н», а полицейские и журналисты — «Месри́н».

## Ранние годы
Жак-Рене Месрин родился 28 декабря 1936 года в Клиши близ Парижа. Учился в престижной католической школе Коллеж де Жуйи (фр.), но был исключён за то, что ударил учителя, сломав ему ухо. В 1955 году Месрин женился на Лидии де Соузе. В 1956 году отправился воевать в Алжир, в 1959 году вернулся во Францию. 4 ноября 1961 года женился на испанке Марии де ла Салидад, которая родила ему троих детей: Сабрину, Бруно и Бориса.
В первый раз Месрин был арестован в 1962 году, когда с тремя сообщниками попытался ограбить банк в Ньюбурге[где?]. К тому времени он уже был профессиональным преступником. Он был приговорён к 18 месяцам тюремного заключения и освобождён в 1963 году, после чего устроился на работу в архитектурную компанию, но в 1964 году после сокращения был уволен и вернулся к преступной жизни. В 1965 году его арестовали на даче военного губернатора в Пальма-де-Майорка и приговорили к 6 месяцам заключения. По утверждению самого Месрина, испанские власти считали, что он работает на французскую разведку.

## На Канарских островах, в Канаде и Венесуэле
В 1966 году Месрин открыл ресторан на Канарских островах. В декабре того же года он ограбил ювелирный магазин в Женеве и отель в Шамони, а через год магазин моды в Париже. В декабре 1968 он вместе со своей любовницей Жанной Шнайдер бежал в Канаду, где некоторое время работал поваром и шофёром у Жоржа Делорье. 26 июня 1969 года, после неудачной попытки похитить своего работодателя, они бежали в США. 30 июня 1969 года была найдена задушенной Эвелин Ле Бутхиллер, пожилая женщина, возможно, давшая преступникам ночлег. 16 июля они были арестованы в штате Арканзас и экстрадированы в Канаду. Месрин был приговорён к 10 годам заключения за похищение, спустя несколько недель сбежал, но на следующий день вновь был задержан. В 1971 году Месрин и Жанна Шнайдер были оправданы в убийстве Эвелин Ле Бутхиллер. 21 августа 1971 года Месрин с пятью сообщниками совершил повторный побег из тюрьмы Сен-Венсан-Де-Поль. Вместе с сообщником Жан-Полем Мерсье, франкоканадцем, осуждённым за убийство, Месрин совершил ряд ограблений банков в Монреале, иногда грабя по два банка в один день. 3 сентября они безуспешно попытались помочь сбежать из Сен-Венсан-Де-Поль ещё трём заключённым, но сами едва сумели избежать ареста. Через неделю они убили двоих лесников. Они продолжали грабить банки в Монреале и даже проникли в США для недолгого пребывания в отеле Waldorf Astoria в Нью-Йорке. К концу года Месрин и Мерсье с двумя любовницами перебрались на буксире в Каракас, Венесуэла.

## Снова Франция: «Враг государства № 1»
В конце 1972 года Месрин вернулся во Францию и вновь стал грабить банки. В 1973 году он был задержан, но, используя пистолет, спрятанный в здании суда его сообщником, во время оглашения приговора взял судью в заложники и сбежал из зала суда. Через четыре месяца он был арестован в своей новой квартире в Париже. 18 мая 1977 года его приговорили к 20 годам лишения свободы с отбыванием наказания в тюрьме строгого режима Санте, где он написал книгу «Смертельный инстинкт». Рукопись была нелегально вывезена и опубликована.
8 мая 1978 года, около 10 утра, Месрин сбежал с двумя другими заключёнными — Француа Бессе (фр.) и Карменом Ривзом. Кармена Ривза во время побега застрелил полицейский. Побег вызвал скандал во Франции, так как до этого тюрьма считалась неприступной. Бессе был арестован в Бельгии 26 июля 1979 года, однако вскоре снова бежал из под стражи, а затем вновь был задержан.
Месрин сбежал на Сицилию, затем отправился в Алжир, Лондон, Брюссель и в ноябре 1978 года вернулся в Париж, где совершил неудачную попытку похищения судьи.
Месрин совершал кражи, грабил банки и ювелирные магазины, похищал людей и занимался контрабандой оружия. Кроме того, он хвастался, что лично убил в общей сложности 39 человек. Он умело маскировался, чем заработал прозвище «Человек с сотней лиц». Некоторые источники утверждают, что фальшивыми документами его снабжала правая террористическая группировка ОАС.
21 июня 1979 года Месрин похитил миллионера Анри Лельевра и получил за него выкуп в 6 миллионов франков, после чего стал «Врагом государства № 1».
Некоторые представители прессы видели в Месрине романтического изгоя. Он даже давал интервью, в которых пытался убедить людей в том, что его преступления имеют политический подтекст. Месрин очень беспокоился о своей публичности, — от его рук чуть не погиб журналист, писавший негативные статьи о нём — Жак Тилльер, бывший полицейский, работавший в Управлении территориальной безопасности и писавший для крайней правой газеты «Минутка».

## Убийство
В августе 1979 года министр МВД Кристиан Бонне решил, что для того, чтобы выследить Месрина, будет достаточно одного отделения полиции. Полицейские выяснили, где жил Месрин, и с 31 октября стали ждать, когда он выйдет из дома.
Через три дня, 2 ноября между 14:25 и 14:30 по местному времени, Жак Месрин вышел из своей квартиры вместе с подругой Сильвией Жанжак. Около 15:15 в Порт-де-Клинанкурт под Парижем на перекрёстке перед его BMW остановился грузовик с полицейскими, которые без предупреждения открыли огонь, выпустив в лобовое стекло автомобиля 21 пулю, 15 из которых попали в Месрина, убив его на месте, ещё три тяжело ранили Сильвию Жанжак (ранение привело к тому, что впоследствии она лишилась левого глаза). При обыске тела Месрина и его автомобиля были найдены пистолет и две ручные гранаты.
Полиция заявила об успешном завершении операции, и позже получила поздравления от президента Валери Жискара д’Эстена. Затем стали поступать жалобы на то, что Месрину не дали какого-либо предупреждения, и то, что первыми открыли огонь полицейские, из чего многие делали вывод, что Месрин был целенаправленно убит ими. В книге «Розыск», написанной бывшим начальником полиции Люсьеном Эме Бланком и журналистом Жаном-Мишелем Карадесом, утверждается, что Сильвия Жанжак не была причастна к преступлениям Месрина.

## Образ в кинематографе
«Инспектор-разиня» — фильм 1980 года, в котором появляется Роже Морзини — персонаж, прототипом которого стал Жак Месрин. 
Фильм под названием «Месрин» был выпущен в прокат в 1984 году, спустя пять лет после смерти Месрина. Режиссёром фильма был Андре Женовье, главную роль исполнил Николя Сильберг.
Самым известным фильмом о Месрине стал «Враг государства № 1» с Венсаном Касселем в главной роли. Фильм был выпущен в 2008 во Франции и в 2009 в Великобритании. Режиссёр Жан-Франсуа Рише, сценарист — Абдель Рауф Дафри. Фильм основан на автобиографии Жака Месрина.
В 2018 году российский рэпер ШЕФФ выпустил песню и снял одноимённый клип «Jacques Mesrine».